# Colostethus degranvillei
Anomaloglossus degranvillei là một loài ếch thuộc họ Dendrobatidae.
Loài này có ở Guyane thuộc Pháp, Suriname, có thể cả Brasil và Guyana.
Môi trường sống tự nhiên của chúng là rừng ẩm vùng đất thấp nhiệt đới hoặc cận nhiệt đới và sông ngòi.

## Hình ảnh

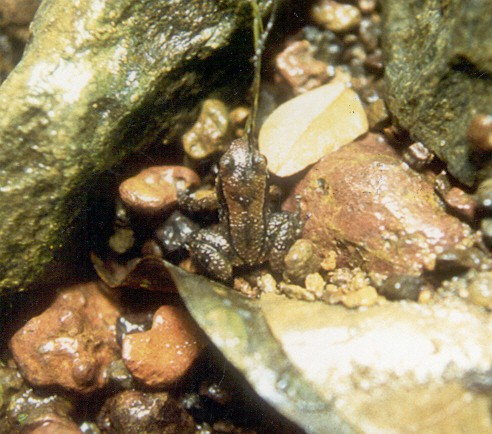
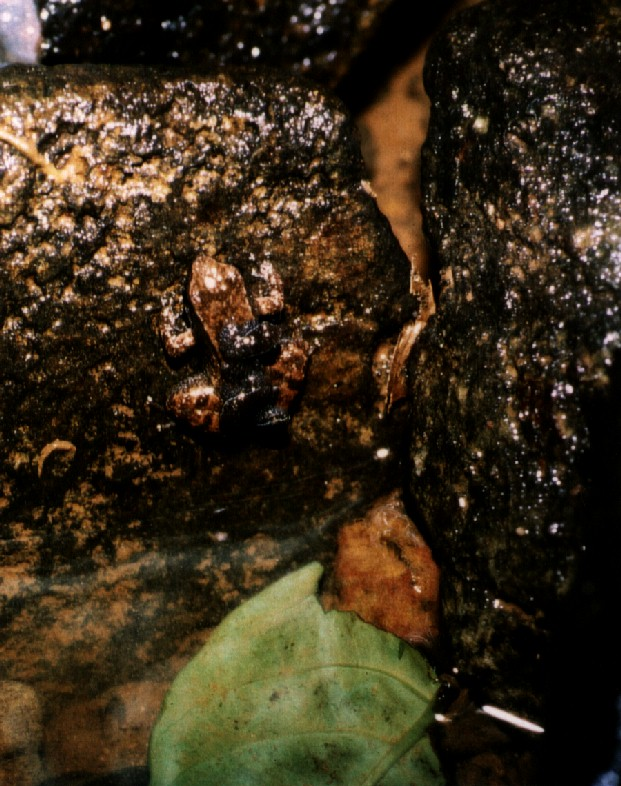
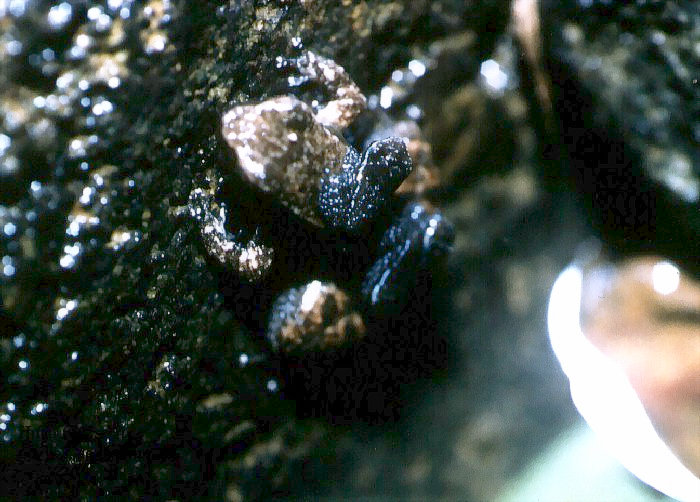
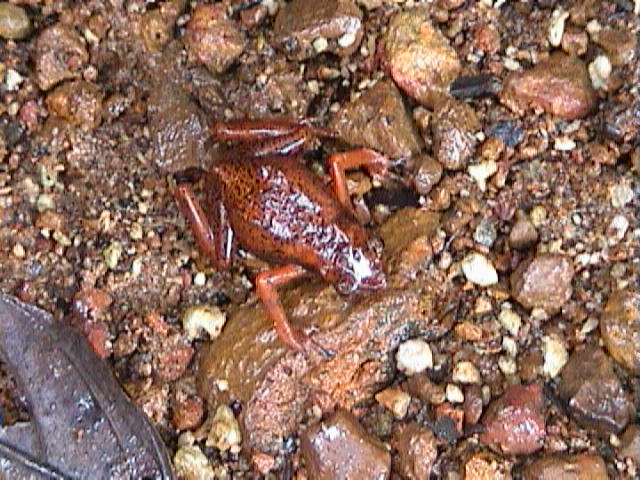